# 帕波区
帕波区（匈牙利語：Pápai járás），是匈牙利维斯普雷姆州的一个区，总面积1,022.09平方公里，总人口59,310人（2011年），人口密度58人/平方公里。中心城市为帕波。

## 市镇
帕波区包含一个城镇和48个村庄。